# Parque Florestal Matos Souto
O Parque Florestal Matos Souto, também conhecido como Centro de Formação Agrícola Matos Souto, é um parque florestal português que se localiza na freguesia da Piedade, concelho das Lajes do Pico, nos Açores, Portugal.
Este parque constitui-se em várias valências que se subdividem em Jardins, viveiros para novos plantios, terrenos de cultivo agrícola, pastos, visto uma das suas valências ser demonstrar e ensinar a etnografia agrícola da Ilha do Pico ao longo dos séculos.
Aqui é também possível observar uma grande variedade de espécies arbóreas e arbustivas introduzidas que convivem uma outras espécies endémicas típicas das florestas de laurissilva características da Macaronésia.